# سوزانا بوريل
سوزانا بوريل (بالفرنسية: Suzanne Borel)‏ هي كاتِبة ودبلوماسية فرنسية، ولدت في 18 أكتوبر 1904 في تولون في فرنسا، وتوفيت في 8 نوفمبر 1995 في باريس في فرنسا.

## وصلات خارجية
- سوزانا بوريل على موقع مونزينجر (الألمانية)